# Asteroschema glaucum
Asteroschema glaucum is een slangster uit de familie Asteroschematidae.
De wetenschappelijke naam van de soort werd in 1915 gepubliceerd door Matsumoto.